# Лучегорское водохранилище
Лучего́рское водохранилище — водохранилище в Пожарском районе Приморского края России.
В начале 1960-х годов Советом Министров СССР было принято решение о строительстве Приморской ГРЭС вблизи разведанного месторождения бурого угля в Пожарском районе Приморского края.

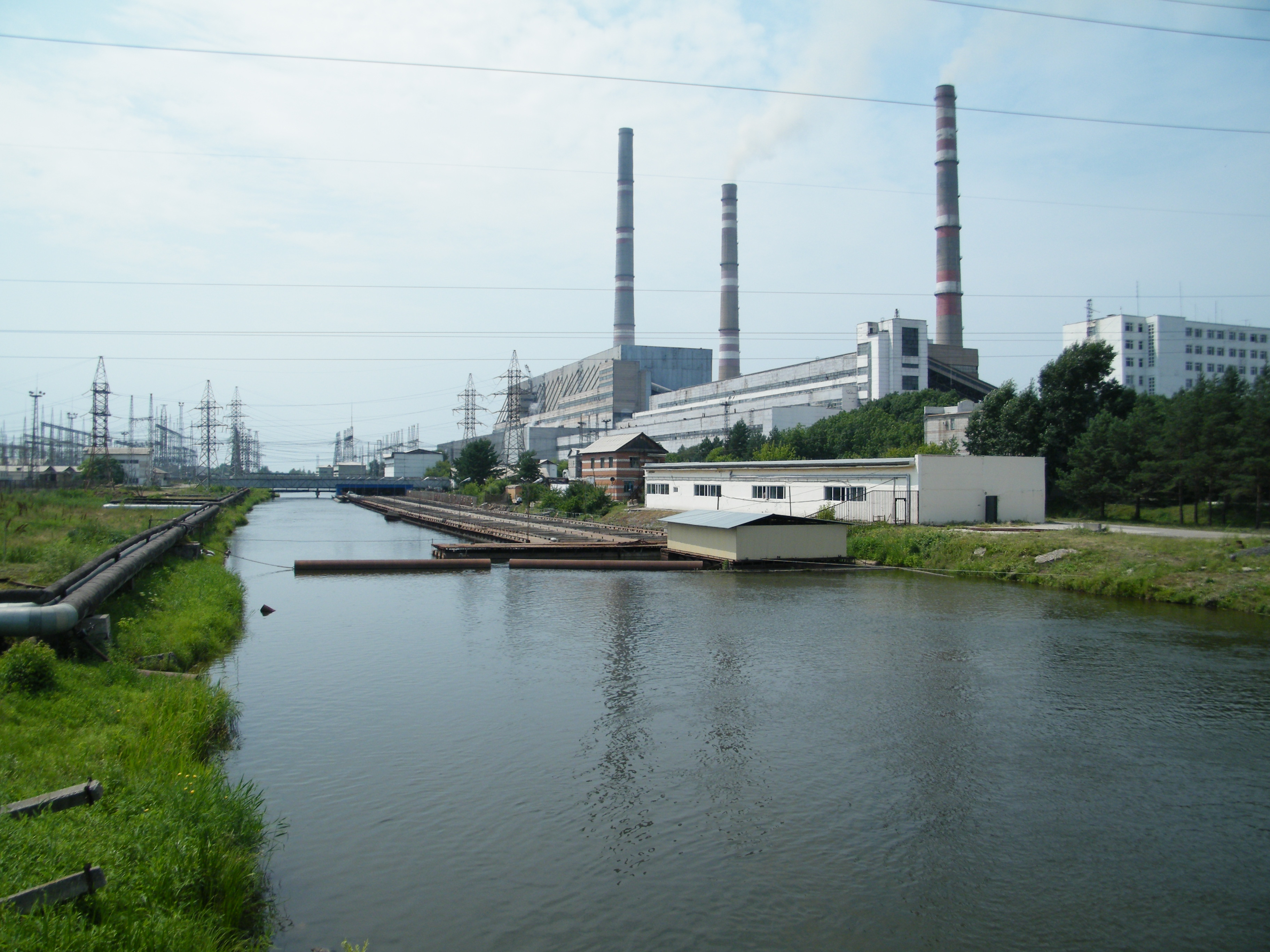
Приморская ГРЭС, водоподводящий канал

В целях обеспечения работы Лучегорского угольного разреза и Приморской ГРЭС был основан в 1966 году посёлок городского типа Лучегорск, в дальнейшем ставший административным центром Пожарского района Приморского края.
На Транссибе построена железнодорожная станция Лучегорск для погрузки добытого бурого угля в вагоны и вывоза его другим потребителям.
При строительстве Приморской ГРЭС на реке Контровод образовано Лучегорское водохранилище. Водохранилище используется также для снабжения питьевой водой Лучегорска и в рекреационных целях.
До впадения реки Контровод в Лучегорское водохранилище её длина составляет около 3 км.
Северо-восточный берег Лучегорского водохранилища образован насыпной плотиной с железобетонной облицовкой, в плотине имеются водопропускные сооружения.
Длина Лучегорского водохранилища составляет примерно 6,5 км, ширина — около 1,5 км.
Нижнее течение реки Контровод (ниже плотины Лучегорского водохранилища) имеет длину около 6 км. Затем река Контровод впадает слева в реку Бикин (бассейн Уссури).
В Лучегорское водохранилище впадает несколько мелких рек и ручьёв, водохранилище соединено каналами для подвода и отвода воды к охлаждающим устройствам Приморской ГРЭС.
Юго-западный берег водохранилища образован насыпной дамбой с железобетонной облицовкой, по дамбе проходит автомобильная дорога федерального значения «Уссури» (трасса М60).
В районе дамбы расположены три автомобильных моста (на трассе М60) — через собственно реку Контровод и через каналы.
На берегах водохранилища расположен Лучегорск — посёлок городского типа, административный центр Пожарского района Приморского края.
Лучегорское водохранилище является местом отдыха жителей Пожарского района, на берегах расположены дома отдыха, турбазы, детские оздоровительные лагеря, имеются условия для занятия парусным и водномоторными видами спорта.